# Bonnie Bonnie Lassie
Bonnie Bonnie Lassie is een Amerikaanse filmkomedie uit 1919 onder regie van Tod Browning.

## Verhaal
Alisa Graeme reist van Schotland naar de Verenigde Staten om Jeremiah Wishart te bezoeken, een rijke vriend van haar grootvader. Jeremiah vindt dat Alisa een goede vrouw zou zijn voor zijn lievelingsneefje David. Zijn neefje weigert Alisa te ontmoeten en hij gaat ervandoor. Alisa maakt later op het platteland kennis met een reclameschilder. Ze gaan samenwerken en ze worden langzaamaan verliefd op elkaar. Alisa wordt kwaad op de schilder als hij haar vertelt dat hij niet wil trouwen, zolang zijn financiën niet in orde zijn. Ze keert terug naar het huis van Jeremiah. Uiteindelijk blijkt dat de reclameschilder het neefje van Jeremiah is. Hij en Alisa worden weer herenigd.

## Rolverdeling
| Acteur               | Personage         |
| -------------------- | ----------------- |
| Mary MacLaren        | Alisa Graeme      |
| Spottiswoode Aitken  | Jeremiah Wishart  |
| David Butler         | David             |
| Arthur Edmund Carewe | Archibald Loveday |
| F.A. Turner          |                   |
| Clarissa Selwynne    |                   |
| Eugenie Forde        |                   |